# Klinta hallar
Klinta hallar este o arie protejată (arie specială de conservare — SAC, sit de importanță comunitară — SCI) din Suedia întinsă pe o suprafață de 12,8 ha, integral pe uscat.

## Localizare
Centrul sitului Klinta hallar este situat la coordonatele 56°22′16″N 13°05′34″E / 56.371°N 13.0929°E.

## Înființare
Situl Klinta hallar a fost declarat sit de importanță comunitară în ianuarie 2002 pentru a proteja un număr necunoscut de specii din flora spontană și fauna sălbatică aflate în arealul zonei. Situl a fost protejat și ca arie specială de conservare în martie 2011.

## Biodiversitate
Situată în ecoregiunea continentală, aria protejată conține 1 habitat natural: Păduri de fag Luzulo-Fagetum.
La baza desemnării sitului se află un număr nedeclarat de specii protejate.